# Kernkraftwerk Trawsfynydd
Das stillgelegte Kernkraftwerk Trawsfynydd liegt im Vereinigten Königreich am Llyn Trawsfynydd bei Trawsfynydd, Gwynedd, Wales, und war von 1965 bis 1991 in Betrieb. Das Kernkraftwerk mit zwei Blöcken war das einzige im Inland von Wales und befindet sich zurzeit im Rückbau. Nach seiner Stilllegung wurden zuerst von 1993 bis 1997 die hoch radioaktiven Komponenten demontiert und nach Sellafield verbracht. Danach begann der Rückbau und die Einlagerung der mittel und leicht radioaktiven Bauteile, welcher bis heute andauert. Diese Komponenten werden bis zur Festlegung eines Endlagers vor Ort verbleiben. Im Jahr 2083 soll dann der Rückbau endgültig abgeschlossen sein, wobei die Walisische Regierung bereits in Erwägung zieht, das Areal für neue Reaktoren zu nutzen. In diesem Kontext gab die Regierung am 20. Mai 2022 bekannt, dass eine Anrainerfläche der bisherigen Anlage für einen modularen 300-MW-Reaktor (Small Modular Reactor) erschlossen werden könnte und konkretere Pläne für den Bau binnen eines Jahres gefasst werden sollen. Die Pläne wurden mittlerweile aber wieder fallen gelassen.

## Reaktoren
Das Kernkraftwerk Trawsfynydd umfasste zwei Magnox-Reaktoren mit einer elektrischen Nettoleistung von je 195 MWe und einer elektrischen Bruttoleistung von 235 MWe. Zur Kühlung der Reaktoren diente der benachbarte Stausee Llyn Trawsfynydd, dessen Dammkronen und Wasserspiegel hierzu angehoben wurden. Der Baubeginn für beide Reaktoren war am 1. Juli 1959. Der erste Reaktorblock wurde am 1. September 1964 zum ersten Mal kritisch. Am 14. Januar 1965 wurde der erste Reaktorblock mit dem Stromnetz synchronisiert, am 2. Februar im selben Jahr der zweite. Am 24. März 1965 gingen beide Reaktoren in den kommerziellen Leistungsbetrieb. Am 4. Februar 1991 wurde der zweite Reaktorblock abgeschaltet, zwei Tage später auch der erste.

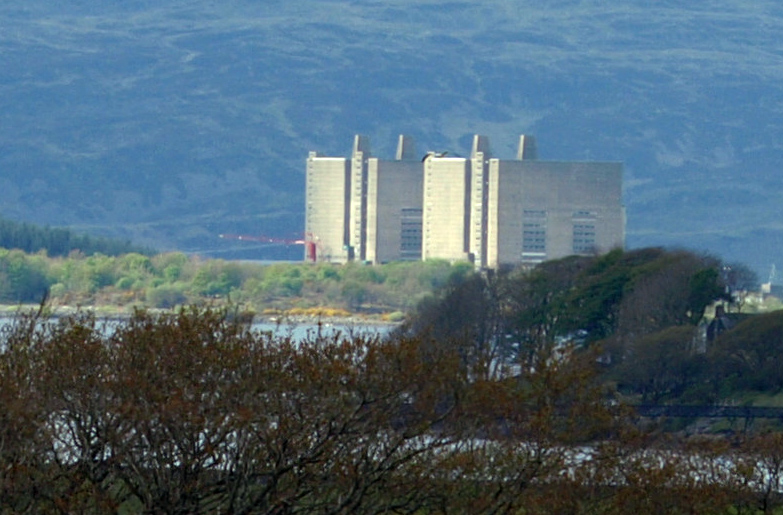
Kernkraftwerk Trawsfynydd
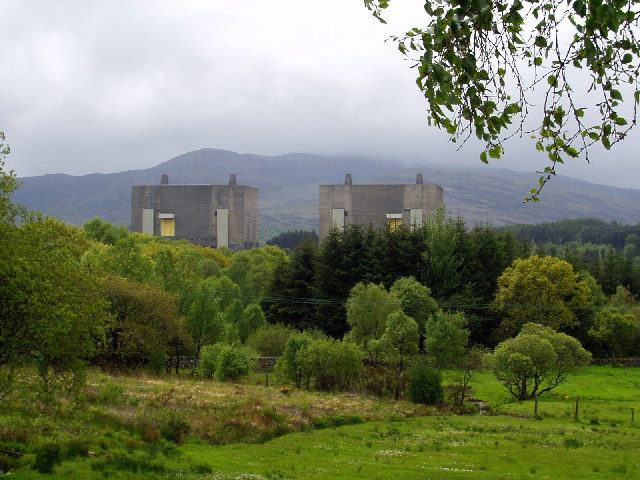
Kernkraftwerk Trawsfynydd

## Daten der Reaktorblöcke
Das Kernkraftwerk Trawsfynydd hatte insgesamt zwei Blöcke:
| Reaktorblock  | Reaktortyp     | Netto- leistung | Brutto- leistung | Baubeginn  | Netzsyn- chronisation | Kommerzieller Betrieb | Abschaltung |
| ------------- | -------------- | --------------- | ---------------- | ---------- | --------------------- | --------------------- | ----------- |
| Trawsfynydd-1 | Magnox-Reaktor | 195 MW          | 235 MW           | 01.07.1959 | 14.01.1965            | 24.03.1965            | 06.02.1991  |
| Trawsfynydd-2 | Magnox-Reaktor | 195 MW          | 235 MW           | 01.07.1959 | 02.02.1965            | 24.03.1965            | 04.02.1991  |